# Алпињано
Алпињано (итал. Alpignano) је насеље у Италији у округу Торино, региону Пијемонт.
Према процени из 2011. у насељу је живело 16598 становника. Насеље се налази на надморској висини од 334 м.

## Становништво
Према резултатима пописа становништва 2011. у општини је живело 16.893 становника.
| 1931. | 1936. | 1951. | 1961. | 1971.  | 1981.  | 1991.  | 2001.  | 2011.  |
| ----- | ----- | ----- | ----- | ------ | ------ | ------ | ------ | ------ |
| 3.109 | 3.212 | 4.278 | 6.726 | 12.017 | 12.492 | 16.739 | 16.648 | 16.893 |

## Партнерски градови
- Риверсајд
- Gourcy